# Ulrich von dem Türlin

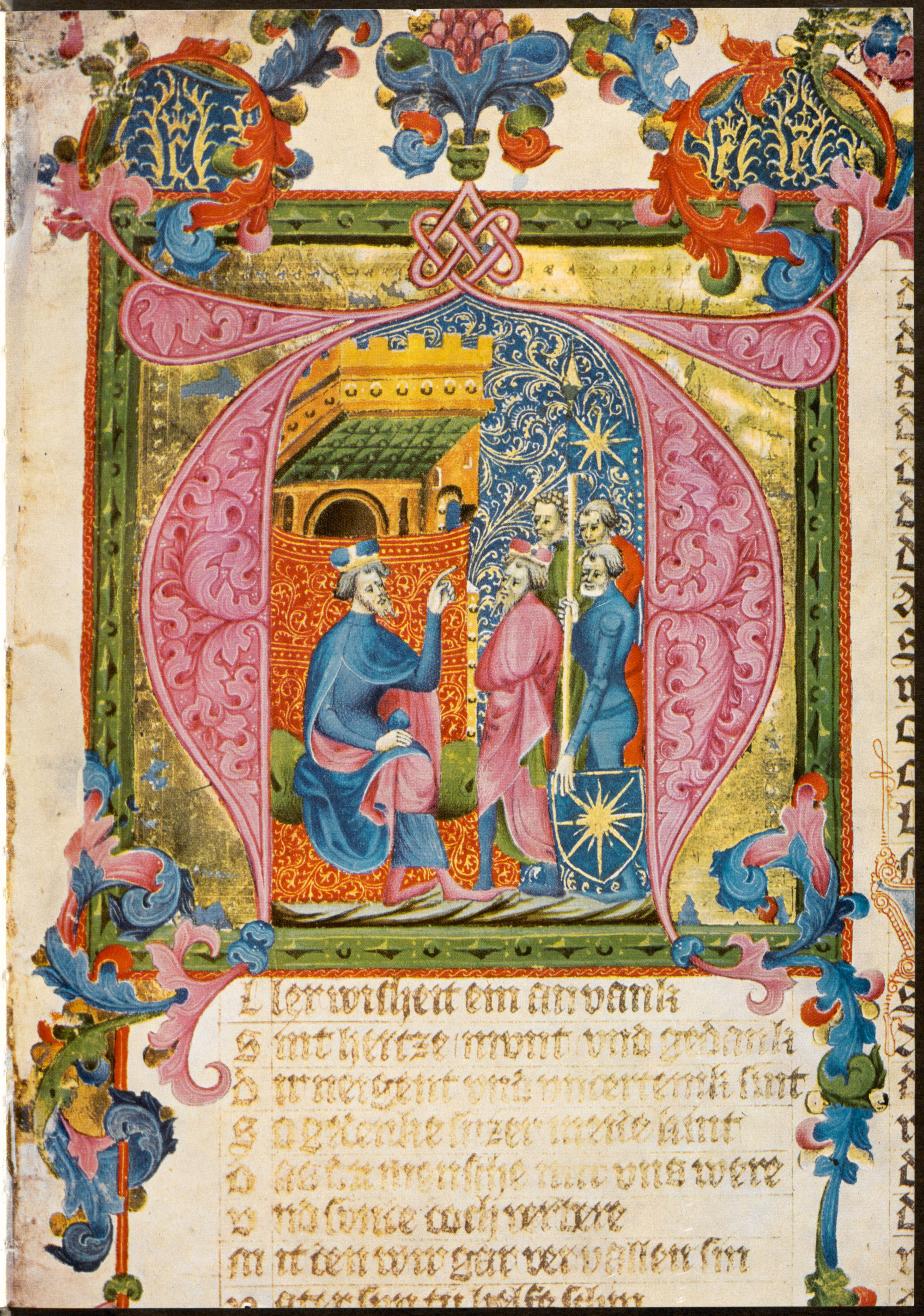
Ausschnitt aus der Arabel Ulrichs von dem Türlin

Ulrich von dem Türlin († um 1269) war ein mittelhochdeutscher Epiker. Sein Hauptwerk ist das Epos Arabel, die Vorgeschichte zu Wolfram von Eschenbachs Epos Willehalm. Weitere Werke sind nicht überliefert.

## Wirken
Über das Leben des Ulrich von dem Türlin ist wenig bekannt. Er stammt vermutlich aus St. Veit in Kärnten. Da Heinrich von dem Türlin ebenfalls aus dieser Region stammte, wird ein verwandtschaftliches Verhältnis beider Dichter vermutet. Ulrich kam an den Hof Ottokars II. von Böhmen, wo er in den 1260er Jahren das Willehalm-Epos fortschrieb. Er widmete sich dabei der Vorgeschichte Willehalms, ohne sich dabei auf die von Wolfram verwendeten französischsprachigen Vorlagen zu stützen. Ulrich erzählt die Geschichte Willehalms von dessen Kindheit und Jugend, seiner Gefangenschaft, der Liebe zu Arabel, deren Taufe bis hin zur Hochzeit des Paares. Dabei verarbeitete er weitestgehend die Andeutungen, die Wolfram in seinem Versepos gemacht hatte. Ursprünglich hatte Ulrich sein Werk ebenfalls Willehalm genannt, erst seit Ende des 20. Jahrhunderts wird das Epos Arabel genannt.

## Rezeption
Ulrichs Arabel versteht sich als Ergänzung zu Wolframs Hauptwerk. Allerdings fehlt ihm dessen Anspruch, vielmehr entspricht das Werk in seiner Konventionalität dem Zeitgeist des 13. Jahrhunderts, wurde daher vom Publikum dankbar aufgenommen und sicherte dem Verfasser das mit dem Namen Wolframs verbundene Ansehen. Samuel Singer, der 1893 eine Fassung noch unter dem Titel Willehalm herausgab, bezeichnete Ulrich als nicht „untalentiert“, der jedoch durch die sklavische Nachahmung Wolframs jegliche Originalität eingebüßt habe.

## Ausgaben
- Willehalm: Ein Rittergedicht aus der Zweiten Hälfte des Dreizehnten Jahrhunderts. Herausgegeben von Samuel Singer, Verein für Geschichte der Deutschen in Böhmen, 1893.
- Ulrich von dem Türlin, Arabel. Die ursprüngliche Fassung. Kritisch herausgegeben von Werner Schröder, Hirzel, Stuttgart/Leipzig 1999.